# المعهد الفرنسي للرأي العام
المعهد الفرنسي للرأي العام هو معهد دولي لاستطلاعات الرأي وأبحاث السوق، شعاره "الاتصال يخلق القيمة". تأسس في الأول من ديسمبر عام 1938 على يد جون ستويتزل الأستاذ السابق في جامعة السوربون بعد أن التقى بجورج غالوب في الولايات المتحدة. لسنوات عديدة شغلت لورانس باريسو منصب الرئيس التنفيذي للمعهد من عام 1990 حتى عام 2016 وكانت تُلقب بـ "رئيسة الرؤساء"، وفي نفس الوقت كانت زعيمة حركة الشركات الفرنسية، وهي نقابة أصحاب العمل الفرنسيين. يبيع المعهد الفرنسي للرأي العام استطلاعات الرأي للشركات والأحزاب السياسية.

## روابط
- موقع الشركة